# Friedrichswerdersche Kirche

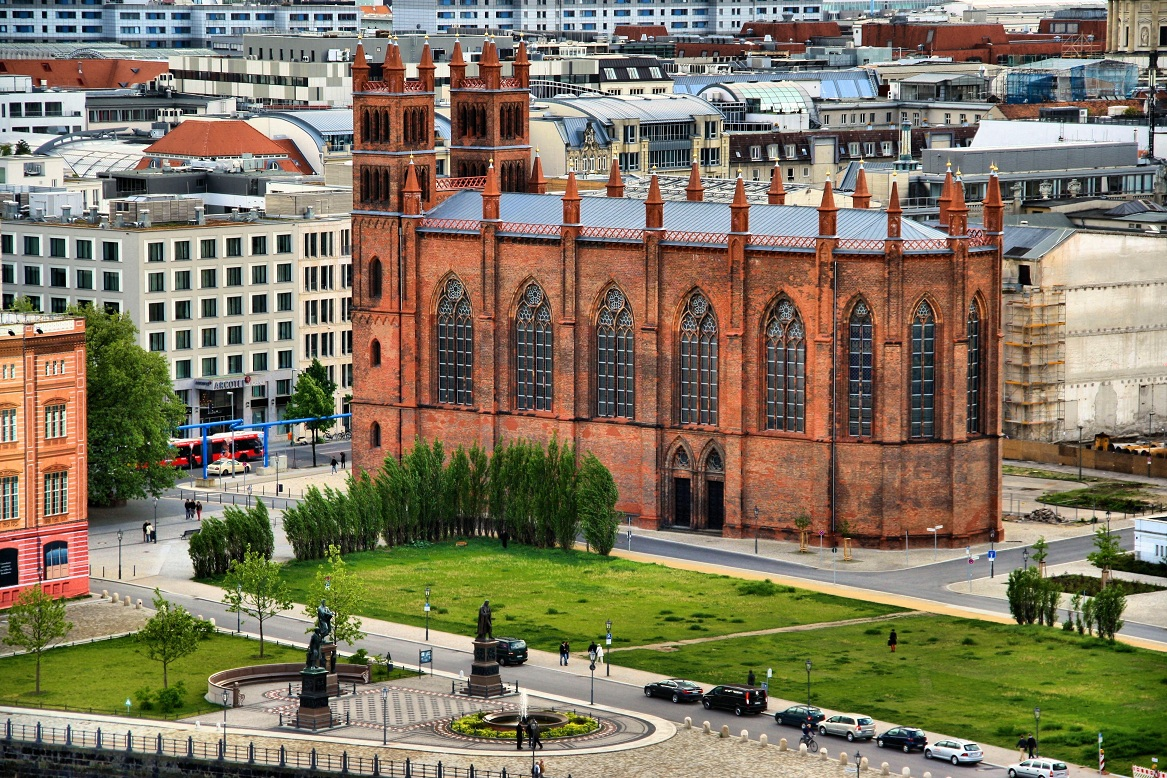
Friedrichswerdersche Kirche fotograferad från Berliner Dom, 2012.

Friedrichswerdersche Kirche är en byggnadsminnesmärkt tidigare kyrkobyggnad vid Werderscher Markt i stadsdelen Mitte i Berlin. Kyrkan uppfördes på uppdrag av Preussens kronprins Fredrik Vilhelm under åren 1824 till 1831 efter ritningar av Karl Friedrich Schinkel i nygotisk stil, på platsen för en tidigare barockkyrka från 1701. Schinkels kyrka blev stilbildande som den första representativa tegelbyggnaden som uppförts i Tyskland sedan medeltiden. Efter att ha skadats svårt i andra världskriget rekonstruerades den enskeppiga och dubbeltornsförsedda kyrkobyggnaden mellan 1982 och 1987. Av byggnadens ursprungliga funktion som evangelisk kyrka återstår idag altaret, predikstolen och de målade glasfönstren. Idag fungerar kyrkan som utställningslokal för 1800-talsskulpturer ur Nationalgaleries samlingar.